# Anatoli Aleabev
Anatoli Aleabev (n. 12 decembrie 1951, Verkhovazhsky District⁠(d), RSFS Rusă, URSS – d. 11 ianuarie 2022, Sankt Petersburg, Rusia) a fost un biatlonist ce a reprezentat Uniunea Republicilor Sovietice Socialiste, medaliat olimpic. A participat la o ediție a Jocurilor Olimpice (1980) în care a câștigat două medalii de aur și o medalie de bronz.